# مطار فاس سايس الدولي
مطار فاس سايس الدولي (إياتا: FEZ، إيكاو: GMFF) هو مطار دولي يقع في مدينة فاس ويخدم جهة فاس مكناس بالمملكة المغربية، ويحتل المرتبة الخامسة في مطارات المغرب من حيث عدد المسافرين، يبعد بحوالي 12 كلم عن مدينة فاس، ويمتد على مساحة 253 هكتار، سُمي المطار بهذا الاسم نسبة لهضبة مجاورة للمطار تسمى هضبة سايس، ويمكن الوصول للمطار عبر الطريق الوطنية رقم 8، وكذالك عبر الطريق السيار الرباط - وجدة. يبلغ طول مدرج المطار 3,002 متر وعرضه 45 متر، وتبلغ مساحة موقف الطائرات 34,000 متر مربع.

## تاريخ
- 1960: تدشين مطار فاس سايس في 28 أبريل 1960 من طرف الملك محمد الخامس بحضور ملك الأردن الحسين بن طلال.
- 1990: تشغيل المطار من طرف المكتب الوطني للمطارات.
- 2001: تدشين المحطة الجوية 1 بتاريخ 16 أبريل 2001 من طرف الملك محمد السادس.
- 2007: الحصول على ترخيص الجودة 2000 / 9001 ISO.
- 2013: ريان إير تفتتح مركز عمليات لها بالمطار.
- 2015: ترخيص OHSAS نسخة 2007 لنظامه المعتمد في تدبير الصحة والسلامة في محيط العمل وهو أول مطار بإفريقيا يحصل على هذا الاستحقاق.
- 2017: تدشين المحطة الجوية 2 من طرف الملك محمد السادس، لتصبح الطاقة الاستيعابية الجديدة للمطار 2,5 مليون مسافر في السنة. وفي نونبر 2017 تخطى المطار عتبة المليون مسافر.
- 2019: تخصيص المحطة الجوية 1 للرحلات الجوية الداخلية.[2]

## المحطات الجوية

### المحطة الجوية 1
تمتد على مساحة 600 5 متر مربع وتبلغ قُدرتها الاستعابية 500,000 مُسافر في السنة، وهي مخصصة للرحلات الجوية الداخلية.

### المحطة الجوية 2
تبلغ طاقتها الاستعابية مليوني مُسافر، وتمتد على مساحة 000 28 متر مربع وتتميز هذه المحطة التي زودت بأحدث التجهيزات التكنولوجية، بهندستها العصرية التي توفر المساحات الكافية لتدبير حركة المسافرين، كما تستفيد من الإضاءة الطبيعية بفضل الواجهات الزجاجية جهة المدينة وجهة المدرج، وهو ما يوفر للمسافرين فضاء يمنح أجواء ممتعة. وفضلا عن الأشكال الهندسية الأصيلة التي تبرز الموروث الثقافي المغربي ومهارة الصانع التقليدي المغربي، تتميز هذه المحطة الجوية أيضا بتصميمها المعماري العصري المواكب للتكنولوجيا الحديثة المعتمدة في مجال البناء. وقد تمت تكسية الواجهة بزليج «المتمن» الذي يتخذ أشكال نجوم تقليدية منحوتة بشكل بديع يعكس الطابع الأصيل للمغرب وحداثته. كما استلهمت الأشكال الزخرفية المستعملة من عبق التراث المغربي الأصيل في مجال الهندسة المعمارية، الذي يتميز بجمالية أشكاله الإبداعية التي تتنوع بين الزليج والمنحوتات الخشبية والجبسية.
وقد كلفت المحطة غلافا ماليا إجماليا قدره 471 مليون درھم بدون احتساب الضرائب، مُوِّلت بنسبة 37 % تقريبا من الأموال الذاتية للمكتب الوطني للمطارات ومبلغ 295 بدون احتساب الضرائب عبارة عن قرض من البنك الأفريقي للتنمية.

## شركات الطيران
| شركات الطيران             | الوجهات (آخر تحديث 2022-06-25) |
| ------------------------- | --- |
| الخطوط الملكية المغربية   | الدار البيضاء، باريس أورلي رحلات موسمية: جدة |
| رايان إير                 | إيطاليا: روما - تريفيزو - بيزا - بولونيا - ميلان - تورينو فرنسا: مارسيليا - نيم - دول - نانت - بوردو - تولوز - باريس بوفيه إسبانيا: مدريد - برشلونة - فالنسيا - مالقة - إشبيلية ألمانيا: كارلسروه - فرانكفورت-هان - ويزي وجهات آخرى: آيندهوفن - بروكسل شارلروا - بورتو - لشبونة |
| رايان إير المملكة المتحدة | لندن ستانستد |
| العربية للطيران المغرب    | مراكش - أكادير - باريس شارل ديغول - مارسيليا - مونبلييه - بوردو - تولوز - ليون - ستراسبورغ - أمستردم - بروكسل - مالقة - برشلونة - إسطنبول |
| توي فلاي بلجيكا           | بروكسل - ليل |
| ترانسافيا فرنسا           | باريس |
| ترانسافيا                 | روتردام |

## أعمال فنية بالمطار
- القبة المعلقة: تعتبر عملا فنيا من إبداع الفنان فوزي العتريس، يتكون من قبة تذكر بالهندسة البديعة التي تميز مدينة فاس وتتشكل من مرايا دائرية وكؤوس شاي تحاكي نجوم مجرة درب اللبانة. كما يعتبر الخط العربي الذي يزين المرايا تكريما للرحالة إبن بطوطة وأعماله الفنية.
- اللوحة: تفاصيلها تستند على أحدث التكنولوجيات المعتمدة في التصوير الثلاثي الأبعاد، حيث تكسر الصورة النمطية الكلاسيكية لمدينة فاس كمدينة تاريخية مع تسليط الضوء على جودة التعليم الذي توفره المدينة لطلابها ويتشكل هذا العمل من 789 لوحة مصنوعة من الخشب تعرض صورا ونصوصا متحركة تبرز فن الخط والعلوم والمآثر التاريخية التي تميز هذه الحاضرة كما يحيل هذا العدد إلى تاريخ نشأة فاس في سنة 789.
- طائر اللقلاق: هذا العمل عبارة عن منحوتة تزين بهو المغادرة لطائر اللقلاق، هذا الطائر الأسطوري الذي لا يكل والدائم الترحال، يفاجئ المسافرين بحجمه وألوانه وتفاصيله. ويذكر هذا العمل الإبداعي لصاحبه عبد الكريم وزاني المسافرين بالألوان الجميلة لبلادنا والروح المرحة لسكانها وهي صور ستبقى عالقة بمخيلتهم وترافقهم أثناء مغادرتهم.
- سبع زهرات: على امتداد مساره يمكن للمسافر أن يمتع نظره بسبعة زهرات: سبعة لوحات ضوئية تزينها أشكال وردية تتنوع من الشكل المغلق إلى الشكل الأكثر انفتاحا. هذا العمل الذي أبدعه الفنان يونس رحمون يذكر بالطابع الروحي والعلمي لفاس.

## صالات المطار
- صالة بيرل للرحلات الدولية (المحطة الجوية 2)

## التموين
- بوداس للتموين Budas Catering

## إحصائيات
- حركة المسافرين:

| 2012    | 2013    | 2014    | 2015    | 2016    | 2017      | 2018      | 2019      | 2020    | 2021    | 2022      |
| ------- | ------- | ------- | ------- | ------- | --------- | --------- | --------- | ------- | ------- | --------- |
| 691 654 | 785 790 | 564 791 | 525 886 | 892,974 | 095 116 1 | 481 309 1 | 881 417 1 | 710 412 | 946 654 | 192 319 1 |
|         | ▲       | ▲       | ▲       | ▲       | ▲         | ▲         | ▲         | ▼       | ▲       | ▲         |

## وصلات خارجية
- المكتب الوطني للمطارات
- معلومات عن مطار فاس سايس